# EtherChannel

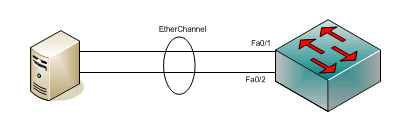
EtherChannel між комутатором та сервером

EtherChannel, port-channel  — технологія агрегації каналів, що була розроблена компанією Cisco Systems. Технологія дозволяє об'єднувати декілька фізичних каналів Ethernet в один логічний для збільшення пропускної здатності та підвищення надійності з'єднання.

## Опис
EtherChannel дає можливість об'єднувати від двох до восьми 100 Мбіт/с, 1 Гбіт/с або 10 Гбіт/с портів Ethernet (всі порти в каналі повинні мати однакову швидкість), який працює по звитій парі або по оптоволокну, що дозволяє досягти результативної швидкості до 80 Гбіт/с. Додатково, від одного до восьми портів можуть бути неактивні і вмикатися в роботу при обриві з'єднання на одному з активних портів. За відсутності резервних портів, трафік автоматично розподіляється по з'єднанням що залишилися.
Канал може встановлюватися між маршрутизаторами, комутаторами і мережевими адаптерами на сервері. Усі мережеві адаптери, які є частиною каналу, отримують одну MAC-адресу, що робить канал прозорим для мережевих додатків. Балансування трафіку між портами виробляється на основі хеш-функції над MAC-адресою, IP-адресою або TCP і UDP портом джерела або одержувача. Таким чином, в деяких несприятливих випадках, весь трафік може передаватися по одному фізичному з'єднанню.
При використанні протоколу STP разом з EtherChannel, усі з'єднання в каналі розглядаються як одне логічне і BPDU посилається тільки по одному з них. Спеціальний алгоритм дозволяє виявити невідповідності, коли один із комутаторів не налаштований для роботи з каналом.
При налаштуванні EtherChannel, порти на обох сторонах каналу додаються до нього вручну, або використовується протокол PAgP для автоматичної агрегації портів.